# Pilsbryspira nymphia
Pilsbryspira nymphia é uma espécie de gastrópode do gênero Pilsbryspira, pertencente a família Pseudomelatomidae.